# ساكايميناتو (توتوري)
مدينة ساكايميناتو (بالإنجليزية: Sakaiminato)‏ هي أحد المدن التابعة لمحافظة توتوري. تأسست رسميًا في 01/04/1956. ويقدر عدد سكانها بـ 35908 نسمة حسب تقدير مكتب الإحصاء الياباني لعام 2012. تبلغ مساحة ساكايميناتو 28.79 كم2. بكثافة سكانية تبلغ 1247 نسمة/كم2.

## توأمة
لساكايميناتو (توتوري) اتفاقيات توأمة مع:
- هونتشون

## أعلام
- يومي آبي